# Цюйтежоші Чжуцзю
Цюйтежоші Чжуцзю (кит.: 去特若屍逐就; д/н — 140) — шаньюй південних хунну в 128—140 роках.

## Життєпис
Син шаньюя Хусє-Шічжухоуді. При народженні отримав ім'я Сюлі. 128 року після смерті брата Уцзіхоу-Шічжуді спадкував владу. взявши ім'я Цюйтежоші Чжуцзю. 133 року вдерся до земель сяньбі, захопивши чималу здобич. В подальшому скористався послабленням сяньбі. що настало після смерті їх вождя Цічжіцзяня, для забезпечення тривалого миру в державі. Разом з тим постійно посилювалася залежність від ханського уряду — область із хуннуською столицею Мейдзі стала офіційно частиною командирства Сіхе.
У 140 році князі Уси і Ченю повстали, зібравши 3 000 кінноти. До них приєднався західний тукі-ван Їті з 7 500 вояками, який взяв в облогу Мейдзі, столицю південних хунну. Шаньюй нічого не міг вдіяти. Лян Бін, дуляо-гянгюнь (урядник) над південними хунну, і Ван Юань, урядник над ухуанями, зібрали 20 тис. кінноти, переважно з залежних племен й виступили проти повсталих, яких було переможено. Але очільники повстання врятувалися. Імператор Лю Бао відправив догану шаньюю.
Новий дуляо-гянгюнь Чень Гуй вирішив, що Цюйтежоші Чжуцзю не здатен надалі панувати над хунну, принижуючи того. У відповідь шаньюй разом з братом (східним тукі-ваном) наклав на себе руки. Це викликало загальні заворушення. Чень гуя було відкликано, а новий дуляо-гянгюнь Ма Сюй перемовинами намагався зупинити виступи хунну. У відповідь повсталі оголосили шаньюєм Ченю.